# Amyntas IV Macedoński
Amyntas IV (gr. Αμύντας) – król Macedonii z rodu Argeadów. Amyntas został obwołany królem w roku 359 (lub zimą 360) po tym jak jego ojciec Perdikkas III zginął w czasie bitwy z Ilirami.

## Sukcesja po śmierci Perdikkasa III
Z uwagi na zbyt młody wiek niepozwalający mu na samodzielne sprawowanie władzy regentem młodego króla wyznaczono jego stryja Filipa. Justyn podaje jednak iż Filip panował 25 lat czyli tyle, ile minęło od śmierci Perdikkasa III. W świetle jego relacji Amyntas nigdy nie sprawował władzy królewskiej. Jednak w zrekonstruowanej inskrypcji pochodzącej z wyroczni w Lebadei (w Beocji) figuruje "Amyntas syn Perdikkasa, król Macedończyków" co przemawia za panowaniem Amyntasa. Część historyków rozważa także istnienie okresu podwójnego panowania Filipa II i Amyntasa IV. Stan ten miałby trwać w ciągu maksymalnie dwóch lat od śmierci Perdikkasa III. Starożytni Macedończycy uważali że w rodzie królewskim łaska bogów przechodzi z ojca na syna, podwójna monarchia była więc kompromisem między zadbaniem o przychylność bogów w trudnym dla państwa momencie a naglącą potrzebą przejęcia władzy przez silną i zdolną jednostkę. W czasie tego podwójnego panowania Amyntasowi przypadły więc jedynie religijne aspekty władzy królewskiej (jedyne dla niego poświadczone w źródłach).
Sytuacja Macedonii po klęsce Perdikkasa III była bardzo ciężka. W przegranej bitwie zginęło 4 tys. Macedończyków co w znaczący sposób uszczupliło królewską armię, a co gorsza bardzo podkopało jej morale. Licząc na przychylność bogów Macedończycy wysłali małego Amyntasa do wyroczni w Lebadei chcąc, dzięki obecności króla, uzyskać łączność z bogiem. Na razie jednak Ilirowie zatrzymali się w Górnej Macedonii umacniając swoje zdobycze i przygotowując się do najazdu w przyszłym roku, natomiast północ kraju plądrowali Pajonowie - z tym zagrożeniem Filip poradził sobie przekupując pajońskiego króla złotem i szczodrymi obietnicami.
Kolejnym zagrożeniem dla władzy Amyntasa były konflikty dynastyczne. Chcąc wykorzystać fakt iż na tronie zasiadało dziecko kilku przedstawicieli rodu próbowało zdobyć królewski diadem za pomocą obcych sił. Dwóch z nich Pauzaniasz i Argajos było synami króla Macedonii Archelaosa (panującego w latach 413-399 p.n.e.). Argajos już raz zasiadał na macedońskim tronie dzięki poparciu Ilirów, jednak został usunięty przez dziadka Amyntasa IV, Amyntasa III. Tym razem Argajos uzyskał (mimo zabiegów dyplomatycznych Filipa) pomoc ze strony Ateńczyków, którzy do jego ekspedycji składającej się z najemników i macedońskich wygnańców dołączyli własnych najemników (w sile 3 tys. hoplitów). Argajos wylądował na macedońskich wybrzeżu w pobliżu miasta Methone skąd wyruszył do Ajgaj (starej stolicy Macedonii) w towarzystwie jedynie własnych najemników i przybyłych wraz z nim Macedończyków. W mieście jednak nie uzyskał żadnego poparcia i musiał się wycofać. Drogę powrotną do Methone zagrodził mu jednak Filip wraz z królewską armią. Oddziały Argajosa zostały pokonane i otoczone na wzgórzu (byli to głównie najemnicy). Filip zaproponował im, że jeśli wydadzą Argajosa i macedońskich zdrajców pozwoli im odejść wolno. Najemnicy przystali na jego warunki i wydali Argajosa, którego po niedługim czasie skazano na śmierć za zdradę. Po stracie swojego kandydata do tronu Ateńczycy byli zmuszeni do wycofania się i zawarcia pokoju.
Brat Argajosa, Pauzaniasz, zwrócił się o pomoc do króla trackich Odrysów Kotysa I jednak jego nagła śmierć pozwoliła Filipowi na przekupienie jego następcy, by ten zamordował Pauzaniasza.
Kolejnym zagrożeniem byli trzej stryjowie Amyntasa (przyrodni bracia Filipa i Perdikksa) Archelaos, Arridajos i Menelaos korzystający z poparcia Związki Chalkidyckiego. Jednak zajęty w tym czasie związek nie mógł udzielić im należytego wsparcia, dzięki czemu nie stanowili oni w tym momencie znaczącego zagrożenie. Dzięki zażegnaniu najpilniejszych problemów Filip mógł skupić się na przygotowaniach do odparcia spodziewanego najazdu Ilirów. Na miejsce poległych żołnierzy zaciągnął nowych, których zaczął szkolić w posługiwaniu się nową, wymyśloną przez siebie bronią - sarisą. Gdy w 358 nadeszły wieści o śmierci pajońskiego króla Filip wyprawił się na czele armii i podbił jego królestwo. Następnie zaatakował Ilirów, których pokonał w bitwie pod Linksos.
Zwycięstwo zaowocowało przyłączeniem do Królestwa Macedonii (niziny) terenów Górnej Macedonii (wyżyny) co dwukrotnie zwiększyło obszar państwa. Następnego roku Filip interweniował w Tesalii, z którą się sprzymierzył w roku 357 lub rok wcześniej poślubiając Olimpias, bratanicę króla Epiru Arybbasa co miało stanowić przypieczętowanie sojuszu między obu państwami. W tym samym roku Filip rozpoczął oblężenie Amfipolis. Bojąc się ewentualnej koalicji Ateńczyków ze Związkiem Chalkidyckim Macedończycy obwołali Filipa królem detronizując jednocześnie Amyntasa (bądź też uczynili z Filipa jedynego króla) chcąc zapewnić państwu silne kierownictwo.
Po detronizacji Amyntas pozostawał w cieniu swojego stryja nie odgrywając poważniejszej roli w życiu politycznym, choć w źródłach możemy go odnaleźć na czele poselstwa do Teb. Sytuacja zmieniła się, gdy Filip dał Amyntasowi za żonę swoją córkę Kynane. Według niektórych wersji Filip widział w bratanku jednego z możliwych następców gdyż planowana wyprawa do Azji wymagała by najpewniej zabrania ze sobą syna Aleksandra, który mógłby zginąć w bitwie. Gdy zamordowano Filipa, a Aleksander zajął się dochodzeniem, w pierwszej kolejności oskarżył o spisek synów Areoposa, będących bliskimi przyjaciółmi Amyntasa. Z trzech braci stracono dwóch, trzeci - Aleksander - uniknął oskarżenia jedynie dzięki małżeństwu z córką wpływowego wodza Antypatra. Po zakończeniu kampanii w Grecji Aleksander powrócił do Macedonii na zimę 335. Zgromadził dowody świadczące o zamieszaniu Amyntasa w spisek i kazał stracić za zdradę.